# ريتشارد هربرت
ريتشارد هربرت (بالإنجليزية: Richard Herbert)‏ هو لاعب دارت بريطاني، ولد في 28 نوفمبر 1972 في ويلز في المملكة المتحدة، وتوفي في 22 فبراير 2012.

## وصلات خارجية
- ريتشارد هربرت على موقع DartsDatabase.co.uk (الإنجليزية)